# Thunnus thynnus thynnus
Thunnus thynnus thynnus es una subespecie de peces de la familia Scombridae en el orden de los Perciformes.

## Morfología
- La talla máxima es de 3 metros y 400-700 kg.  de peso, pero normalmente no sobrepasan los 2 m.
- Cuerpo alargado, fusiforme y muy robusto, recubierto de pequeñas escamas (salvo un corcel bien desarrollado de escamas de mayor tamaño).
- La parte central tiene la sección circular.
- El pedúnculo caudal es estrecho y presenta una fuerte cresta central entre dos más reducidas.
- La cabeza es grande.
- La boca es grande con dientes pequeños, cónicos y uniseriados en las mandíbulas.
- Los ojos, redondos, no son muy grandes.
- Las dos aletas dorsales están separadas por un espacio muy reducido y la segunda es ligeramente más alta que la primera.  La primera dorsal se repliega en un surco.  Detrás de la segunda hay 8-9 pínnulas (presentes también detrás del anal).  Las pectorales y pélvicas también se repliegan dentro de un surco para adquirir un mayor hidrodinamismo.  La caudal es gorda y escotada.
- El dorso es azul oscuro y el vientre plateado.  Las aletas son grises con tonos amarillos.  Las pínnulas son negras y finamente orladas de negro.

## Reproducción
Llega a la madurez sexual a los 4 años (cuando hace 1 m de largo y pesa 15 kg). En el mes de abril inicia la migración hacia la zona de puesta y la realiza el verano (es sensible a los cambios de temperatura ya que la corriente cálido del Mediterráneo  que sale hacia el  Atlántico lo atrae y se dirige a las zonas de puesta del Mediterráneo siguiendo las isotermas